# Juan Sabines Gutiérrez
Juan Sabines Gutiérrez (Tuxtla Gutiérrez, Chiapas; 27 de junio de 1920 - Ibidem, 2 de marzo de 1987) fue un político mexicano, miembro del Partido Revolucionario Institucional. Fue gobernador de Chiapas, senador de la República, diputado federal, presidente municipal de Tuxtla Gutiérrez y secretario general de Comité Ejecutivo Nacional del PRI. 
Fue hermano del poeta Jaime Sabines y padre de Juan Sabines Guerrero, gobernador de Chiapas de 2006 al 2012.

## Biografía
Juan Sabines Gutiérrez nació en el municipio de Tuxtla Gutiérrez, Chiapas en el año de 1920.Sus padres fueron Don Mayor Julio Sabines miembro del Ejército Carrancista en la Revolución Mexicana y de Doña Luz Gutiérrez.

## Carrera
Fue elegido senador por Chiapas para las XLVIII y XLIX Legislaturas de 1970 a 1976 y posteriormente diputado federal por el VIII Distrito Electoral Federal de Chiapas a la LI Legislatura, sin embargo dos meses después solicitó licencia al ser designado gobernador sustituto de Chiapas.
Dentro de su filiación partidista, fue miembro del Partido Revolucionario Institucional, del que fue Secretario General de Comité Ejecutivo Nacional y representante del partido en varias entidades de la República Mexicana.
Asumió la gobernatura el 29 de noviembre de 1979 por solicitud de licencia de su antecesor, Salomón González Blanco. Este a su vez era sustituto del Gobernador Constitucional electo, Jorge de la Vega Domínguez, quien había dejado el cargo para ser Secretario de Comercio por lo que fue el tercer Gobernador en un mismo período constitucional. Las condiciones de la licencia de González Blanco fueron muy discutidas, pues era un reconocido jurista que había ocupado el cargo de Secretario del Trabajo y Previsión Social durante doce años y sido Presidente de la Suprema Corte de Justicia de la Nación, sin embargo su avanzada edad no hacía fácil la gobernabilidad del estado y por eso se ordenó desde el centro su regreso al Senado.

## Obras
Juan Sabines fue muy famoso por las anécdotas que sobre él se contaron y su coloquial forma de hablar, que lo hicieron muy conocido en todo el país, además de la transformación física de Tuxtla Gutiérrez, al construir obras como el Teatro de la Ciudad "Emilio Rabasa"; el Zoológico Regional "Miguel Álvarez del Toro"; el Museo Regional de Chiapas; el edificio "Plaza de las Instituciones"; la ampliación del Boulevard "Dr. Belisario Domínguez" del entronque de Terán al entronque de Juan Crispín; las instalaciones de la Feria Chiapas; el edificio "Plaza"; la remodelación de la Catedral de San Marcos; el Palacio Municipal de Tuxtla Gutiérrez; el H. Congreso del Estado; la conclusión del Palacio de Gobierno; la conclusión del Aeropuerto "Llano San Juan"; la ampliación de las avenidas 1a. Sur y 1a. Norte y de la Calle Central; el paso a desnivel subterráneo sobre la 1a. Norte entre 1a. Poniente y 3a. Oriente; el estacionamiento subterráneo central; el Mercado "San Juan"; la Unidad Habitacional "24 de Junio"; el Parque Recreativo "Caña Hueca"; la creación de la línea aérea "Aviación de Chiapas" (Aviacsa); entre otras. Así como, la implementación del los Programas CODECOA (Convenio de Confianza Agropecuaria) y CODECOM (Convenio de Confianza Municipal). 

## Muerte
Murió el 4 de agosto de 1987 a la edad de 67 años